# Турие (дем Лерин)
 Тази статия е за селото в Костурско, Гърция.  За селото в Северна Македония вижте Турие (община Дебърца).  
Ту̀рие или Туре или Ту̀рия (местното произношение на името е с палатализиран р, затова се срещат и днес неправилните изписвания Турье и Турйе, на гръцки: Κορυφή, Корифи, до 1927 година Τούρια, Турия) е село в Егейска Македония, Република Гърция, в дем Лерин (Флорина), област Западна Македония.

## География
Селото се намира в югозападните склонове на Нередската планина, югозападно от демовия център Лерин.

## История

### В Османската империя
Според предания първоначално селото е било разположено на югозапад от сегашното си местополежение и се е наричало Рудина.
Селото се споменава за пръв път в османски дефтер от 1481 година под името Турие. Във втората половина на XV век селото е дервентджийско и попада в Леринска нахия.
В XIX век Турие е българско село в Костурска каза на Османската империя. В „Етнография на вилаетите Адрианопол, Монастир и Салоника“, издадена в Константинопол в 1878 година и отразяваща статистиката на населението от 1873 година, Турия (Touria) е показано два пъти – веднъж като село в Леринска каза с 80 домакинства и 220 жители българи и втори път като село в Костурска каза с 40 домакинства и 100 жители българи.
 

През 1896 година Гьорче Петров пише, че Турье се състои от 60 къщи с около 400 жители, всички под ведомството на Българската екзархия. Той отбелязва:
| „ | Къщите повече са покрити с плочи...Тук се ражда твърде малко ръж, грах, овес и коноп.... Жителите и на това село са гурбетчии | “ |

Според статистиката на Васил Кънчов („Македония. Етнография и статистика“) в 1900 година Турья (Турье) има 325 жители българи християни.
На Етнографската карта на Битолския вилает на Картографския институт в София от 1901 година Турие е чисто българско село в Костурската каза на Корчанския санджак с 60 къщи.
В началото на XX век цялото население на селото е под върховенството на Българската екзархия. По данни на секретаря на екзархията Димитър Мишев („La Macédoine et sa Population Chrétienne“) в 1905 година в Турие (Tourié) има 480 българи екзархисти и функционира българско училище.
По време на Илинденското въстание в Турие на 21 септември са убити Танас Христов, Коста Ангелов, Петре Михаилов и Танас Младен.
В първите дни на април 1908 година властта претърсва селото, като обиските са съпроводени с изтезния и насилие.
Според Георги Константинов Бистрицки Турье преди Балканската война има 120 български къщи.
В 1915 година костурчанинът учител Георги Райков пише:
| „ | 5/4 ч. на югоизток от с. Търсье е разположено на един хълм българското село Турие с около 800 къщи. Селяните говорят на матерния си български язик. В селото си имаха българска църква, български свещеник и български учител. За духовен началник признаваха Българския Екзарх Йосиф I. По-забележителни от първенците били: Спасе Л. Порчев, Лазар Павлев, братята Павле и Номо, по занятие колари, Темян Христов. | “ |

На етническата карта на Костурското братство в София от 1940 година, към 1912 година Турие е обозначено като българско селище.

### В Гърция
През войната селото е окупирано от гръцки части и остава в Гърция след Междусъюзническата война. Боривое Милоевич пише в 1921 година („Южна Македония“), че Турия (Турија) има 80 къщи славяни християни.
След разгрома на Гърция от Нацистка Германия през април 1941 година в селото е установена българска общинска власт. В общинския съвет влизат Христо Трифонов, Христо Николов, Васил Николов, Лазо Константинов, Сотир Пенев, Иван Марков, Иван Делиов, Борис Лазаров, Дине Шишков, Зисе Спиров.
| Име           | Име           | Ново име                        | Ново име                          | Описание                                                        |
| ------------- | ------------- | ------------------------------- | --------------------------------- | --------------------------------------------------------------- |
| Каменик       | Κάμενικ       | Антиполохагу Панайоту Йоану     | Άνθυπολοχαγού Παναγιώτου Ίωάννου  | връх във Вич на СЗ над Турие и на И от Горна Статица (1594,7 m) |
| Тумбите       | Τούμπιτε      | Македономаху Пирза              | Μακεδονομάχου Πύρζα               | връх във Вич на З над Турие и на И над Статица (1591 m)         |
| Киселица      | Κισέλετσα     | Кинитрес                        | Ξινήθρες                          |                                                                 |
| Чаулчето      | Τσαούλτσετο   | Андисиндагматарху Скиадопулу    | Άντισυνταγματάρχου Σκιαδοπούλου   | връх във Вич на И над Турие (1685 m)                            |
| Плочите       | Πλότσιτε      | Антиполохагу Иоаниди Кенофондас | Άνθυπολοχαγού Ίωαννίδη Ξενοφώντος | връх във Вич на ЮЮИ от Турие (1564,5 m)                         |
| Турянска река | Τουργιάντσικα | Корифиотико                     | Κορυφιώτικο                       | реката на Турие, част от басейна на Рулската река               |

Преброявания
- 1940 – 443 жители
- 1951 – 198 жители
- 1961 – 219 жители
- 1971 – 115 жители
- 1981 – 112 жители
- 1991 – 0 жители
- 2001 – 5 жители
- 2011 – 0 жители

## Личности
Родени в Турие
- Анастас Зиков (Αναστάσιος Σήκου), гръцки андартски деец от трети клас[18]
- Анастасия Киркова Манова (1900 – ?), ятачка на ЕЛАС (1943 – 1945), войник на ДАГ (1948 – 1949), изпратена е в Полша в 1949 г., в 1961 г. се установява във Варна, България, оставя спомени[19]
- Анастас (Атанас) Лазаров, деец на ВМОРО, войвода на чета по време на Илинденско-Преображенското въстание, участвала в сражението при Бигла и превземането на Клисура[20][21]
- Васил Дервишев (Βασίλειος Δερβίσης), гръцки андартски деец от трети клас, действа в Урумлъка и Ениджевардарското езеро[18]
- Георги Димитров Георгиев (1931 – ?), член на ЕПОН от 1946 г., участник в Гражданската война на страната на ДАГ (1948 – 1949), след разгрома на ДАГ емигрира в СССР, а оттам се установява в България, автор на спомени[22]
- Илия Тимо, българин, православен, арестуван преди април 1904 година, обвинен в „присъединяване към разбойническия комитет, организиран с цел да го нарушат порядъка“, осъден от Извънредния съд на 5 години каторга, лежал в Битолския затвор, амнистиран с общата амнистия от 12 април 1904 година[23]
- Козма Попдимулев (Κοσμάς Παπαδημούλης), гръцки андартски деец от трети клас[18]
- Павле Николов, български революционер от ВМОРО, четник на Петър Христов Германчето[24]
- Стоян Кочов (1930 – 2023), историк от Северна Македония
- Христо Анастасов (1895 – 1986), български емигрантски деец и историк

Български общински съвет в Турие в 1941 година
- Христо Трифонов
- Христо Николов
- Васил Николов
- Лазо Константинов
- Сотир Пенев
- Иван Марков
- Иван Делиов
- Борис Лазаров
- Дине Шишков
- Зисе Спиров[15]